# Ödlegift
Ödlegift skapas i vissa ödlors giftkörtlar i käken längs fåror i underkäken. Giftet överförs via bett. Det är ovanligt att människor angrips och dödsfall har inte rapporterats. Genomskinliga tänder kan kvarlämnas i bettet och leda till sekundärinfektion. Något motgift är inte framtaget.
Det finns två arter av giftödlor inom släktet Heloderma, gilaödla (Heloderma suspectum) och skorpiongiftödla (Heloderma horridum).
Giftödlornas gifter innehåller de dödliga glukoproteingifterna gila- och horridumgift
, liksom fosfolipas A2, samt ytterligare fem andra kartlagda bioaktiva peptider. Dessa är helospectin I och II, samt helodermin (vilka är VIP-analoger), medan exendins-3 och -4 är glukagonlika peptid-1-analoger (GLP-1).
Dessutom finns det hyaluronidaser (som gör att giftet sprider sig), serotonin liksom kallikrein-lika glykoproteiner 
Exenatide (saluförs som Byetta)  används i terapin för behandling av typ-2-diabetes. Denna syntetiska version av exendin-4 har visat sig stabilisera diabetikers sockernivåer samt reducera deras vikt. Detta sägs bero på dess strukturella likhet med GLP-1, vilket bland annat förekommer i människans tarmkanal.
Giftet helodermin har visat sig inhibera tillväxt av lungcancer, och används inom onkologin.